# Chaenogaleus
Genre
Répartition géographique
Chaenogaleus est un genre de requins.

## Liste des espèces
- Chaenogaleus macrostoma (Bleeker, 1852) - Milandre harpon
- Chaenogaleus affinis (Probst, 1879) †